# Candelă (unitate de măsură)
Candela este unitatea fundamentală pentru intensitatea luminoasă din sistemul internațional de unități.

## Definiție
Candela este intensitatea luminoasă, într-o direcție dată, a unei surse care emite o radiație monocromatică cu frecvența de 540×1012 hertzi și a cărei intensitate energetică, în această direcție este de 1/683 dintr-un watt pe steradian.
Simbolul candelei este cd.